# Sauter von Moos
Sauter von Moos ist ein Architekturbüro, das 2010 von Florian Sauter und Charlotte von Moos in Basel gegründet wurde und aktuell in Miami tätig ist.

## Partner
Florian Sauter (* 1978 in Bregenz) studierte Architektur an der ETH Zürich und arbeitete daneben bei Christian Kerez. Er lehrte bei Josep Lluís Mateo (2006–14) und bei Christian Kerez (2014–16) an der ETH Zürich, als Gastprofessor an der TU München (2017/18), an der Porto Academy (2018), als Visiting Critic an der Cornell University (2019), als Gastprofessor an der ETH Zürich (2023/24) und seit 2018 an der University of Miami. 2010 promovierte er mit der Dissertation Painting the Sky Black: Aspects of Nature in the Architecture of Louis I. Kahn an der ETH Zürich. 2011 war Florin Sauter wissenschaftlicher Betreuer der Retrospective Louis Kahn: The Power of Architecture. Er ist Mitglied im SIA und im BSA.
Charlotte von Moos (* 1977 in Zürich) wuchs als Tochter von Stanislaus von Moos auf, studierte bis 2004 Architektur an der ETH Zürich und arbeitete anschliessend bis 2010 bei Herzog & de Meuron in Basel. Sie lehrte bei Valerio Olgiati an der Accademia di Architettura di Mendrisio (2004/05) und bei Jacques Herzog und Pierre de Meuron am ETH Studio Basel (2011–2016), im Harvard GSD Studio Abroad Basel (2014), als Gastprofessorin an der TU München (2017/18), an der Porto Academy (2018), als Design Critic am Harvard GSD (2021) und seit 2018 als Assistant Professor an der University of Miami. Sie ist Mitglied im SIA und im BSA.

## Bauwerke
Florian Sauter als Mitarbeiter bei Christian Kerez:
- 2002: Erweiterung Schulhaus Freudenberg, Zürich
- 2002–2009: Schulhaus Leutschenbach, Zürich
- 2006–2014: Museum of Modern Art, Warschau

Charlotte von Moos als Mitarbeiterin bei Herzog & de Meuron:
- 2005–2006: Auditorium du Jura Courgenay
- 2005–2006: Pôle de Développement Gare Ouest Technoport Saint-Louis / Hésingue
- 2006–2009: Vitra-Haus, Weil am Rhein

Eigene Bauwerke:
- 2001–2002: Mountain Cabin, Samest
- 2003–2004: Chalet St Anthony, Vierwaldstättersee
- 2012–2013: Haus mit Baum, Basel mit Pierre de Meuron
- 2016–2017: Panton Stube, Kunsthalle Basel
- 2016–2018: Villa Hammer, Basel mit Herzog & de Meuron, Landschaftsarchitekt Günther Vogt und Bauingenieure Schnetzer Puskas und Merz Kley Partner[5]

## Auszeichnungen und Preise
- 2015: Arc Award — Swiss Architecture Award
- 2015: Prix Lignum
- 2015: Auszeichnung Häuser Award
- 2018: Auszeichnung Guter Bauten Basel

## Ausstellungen
- 2017: Make New History, Chicago Architecture Biennial
- 2022: Some Fragments, Museum im Bellpark

## Vorträge
- 2016: Erfahrungen synthetisieren – Charlotte von Moos und Florian Sauter, Aktualität der Postmoderne, 2016
- 2018: Porto Academy Summer School 2018 - Sauter Von Moos

## Bücher
- Earth Water Air Fire. Actar, 2014
- achtung: die Landschaft. Lars Müller Publishers, 2015
- Painting the Sky Black. de Gruyter Open, 2018
- In Miami in the 1980s. Buchhandlung Walther und Franz König, 2022
- Some Fragments. Buchhandlung Walther und Franz König, 2022